# Martijn Nuijens
Martijn Nuijens (Den Helder, 18 november 1983) is een Nederlandse atleet uit Den Helder, die gespecialiseerd is in het hoogspringen.

## Biografie

### Op talent naar derde plaats
Nuijens was sinds zijn zesde een enthousiast voetballertje, maar startte op zijn twaalfde met atletiek bij de Helderse vereniging AV Noordkop, al beoefende hij de sport aanvankelijk voornamelijk als recreant. Toen hij echter in 2006 slechts op zijn talent derde werd op de Nederlandse kampioenschappen en dat ook nog deed met een PR-sprong, was hij 'verkocht'. Overigens was hij in 2003 ook al derde geworden op de NK met een ruim gehaalde PR-sprong over 2,11 m.
Op zoek naar een coach die hem op een professionele wijze zou kunnen begeleiden, kwam Martijn Nuijens eind 2006 in contact met Gina Dubnova. Deze had er als coach al 30 jaar opzitten en haar ervaring opgedaan in Rusland en Tsjechië, inclusief ervaring op WK's en EK's. Dit kwam door haar werk in Tsjechië samen met Romana Dubnova. Dubnova nodigde Nuijens bij zich thuis in Sittard uit om een aantal trainingen te doen. Dit beviel en resulteerde in een kwalificatie voor de Europese indoorkampioenschappen in 2007. Waarna de atleet uit Den Helder besloot om te verhuizen naar Sittard, om zo nog meer samen te kunnen werken met Gina Dubnova.
Op de EK indoor in Birmingham kwam hij echter niet door de kwalificatieronde heen en eindigde hij op 2,18. 'Dit toernooi kwam tenslotte onverwacht en was niet gepland', was na afloop zijn commentaar. Vervolgens had hij met wat blessures te kampen, al slaagde hij er wel in om op 1 juli 2007 tijdens de nationale baankampioenschappen in Amsterdam Nederlands kampioen te worden met een hoogte van 2,21.

### WK's en OS gemist
De omschakeling van Den Helder naar Sittard ging echter niet zonder slag of stoot. Nuijens, die altijd onder de hoede van zijn ouders had geleefd, kwam in Sittard plotseling alleen te staan en dat veroorzaakte nogal wat aanpassingsproblemen. Hij wist zich in de zomer van 2007 niet te kwalificeren voor de wereldkampioenschappen in Osaka en daarna gingen in 2008 ook de WK indoor en de Olympische Spelen in Peking aan hem voorbij.
In 2009 begon hij het indoorseizoen echter goed door tijdens de NK indoor in Apeldoorn het hoogspringen te winnen met een sprong over 2,24. Hiermee voldeed hij aan de limiet voor de EK indoor, die in maart 2009 werden gehouden in het Italiaanse Turijn.
Het in Apeldoorn behaalde niveau kon hij op de EK indoor echter niet vasthouden. Met een sprong over 2,17 kwam Nuijens in Turijn niet door de kwalificatie heen en moest hij de 20ste plaats delen met nog vier andere atleten.

### WK 2009
Na het aanbreken van het buitenseizoen liet Nuijens de teleurstelling van Turijn echter achter zich. Op 20 juni 2009, tijdens de wedstrijd in de First League van het Europees Teamkampioenschap in de Noorse plaats Bergen, leverde hij vervolgens een prima prestatie door over 2,29 te springen, een verbetering van zijn persoonlijke record met 5 centimeter en tevens voorbij de limiet voor de wereldkampioenschappen in Berlijn, die op 2,28 stond. Dit WK vond plaats van 15 tot en met 23 augustus 2009 in het Olympisch Stadion van Berlijn. Vlak ervoor, in het weekend van 1 en 2 augustus, veroverde hij in het Olympisch Stadion in Amsterdam met 2,21 zijn tweede nationale buitentitel.
Op de WK ging hij in de kwalificatie in één poging over alle hoogtes tot en met 2,27, wat hem een plaats in de finale opleverde. De sprong over 2,27 was erg ruim, maar de sprongen op 2,30 mislukten alle drie. De finale werd een uurtje uitgesteld wegens flinke regenbuien en alle springers leken wat van slag. Martijn sprong weer in de eerste poging over 2,18 en 2,23, maar faalde net als veel anderen op 2,28. Dat leverde een gedeelde vijfde plaats op.
Nuijens studeerde na zijn topsportloopbaan elektrotechniek aan de Hogeschool Inholland.

## Nederlandse kampioenschappen
Outdoor
| Onderdeel    | Jaar             |
| ------------ | ---------------- |
| hoogspringen | 2007, 2009, 2010 |

Indoor
| Onderdeel    | Jaar       |
| ------------ | ---------- |
| hoogspringen | 2008, 2009 |

## Persoonlijke records
| Onderdeel              | Prestatie | Datum           | Plaats     |
| ---------------------- | --------- | --------------- | ---------- |
| hoogspringen (outdoor) | 2,29 m    | 20 juni 2009    | Bergen     |
| hoogspringen (indoor)  | 2,24 m    | 20 januari 2007 | Otrokovice |

## Prestatieontwikkeling
| Jaar | Hoogspringen (outdoor) |
| ---- | ---------------------- |
| 2001 | 2,03 m                 |
| 2002 | 2,09 m                 |
| 2003 | 2,11 m                 |
| 2004 | 2,05 m                 |
| 2005 | 2,12 m                 |
| 2006 | 2,16 m                 |
| 2007 | 2,21 m                 |
| 2008 | 2,23 m                 |
| 2009 | 2,29 m                 |
| 2010 | 2,22 m                 |
| 2011 | -                      |

## Palmares

### hoogspringen
- 2003:  NK - 2,11 m
- 2006:  NK indoor - 2,06 m
- 2006:  NK - 2,16 m
- 2007:  NK indoor - 2,12 m
- 2007: 10e in kwal. gr. EK indoor - 2,18 m
- 2007:  NK - 2,21 m
- 2008:  NK indoor - 2,21 m
- 2008:  NK - 2,19 m
- 2009: 20e EK indoor - 2,17 m
- 2009:  NK indoor - 2,24 m
- 2009:  NK - 2,21 m
- 2009: 5e WK - 2,23 m
- 2010:  NK indoor - 2,16 m
- 2010:  NK - 2,19 m
- 2012:  NK - 2,10 m
- 2014: 5e NK indoor - 2,02 m

## Onderscheidingen
- AU-atleet van het jaar - 2009